# Holochelus parvus
Holochelus parvus är en skalbaggsart som beskrevs av Nonveiller 1965. Holochelus parvus ingår i släktet Holochelus och familjen Melolonthidae. Inga underarter finns listade i Catalogue of Life.